# Benton (New York)
Pour les articles homonymes, voir Benton.
Benton est une ville du comté de Yates, dans l'État de New York, aux États-Unis,. En 2020, elle compte une population de 2 985 habitants.

## Démographie
Lors du recensement de 2020, la ville comptait une population de 2 985 habitants, tandis qu'en 2022, elle est estimée à 2 954 habitants.